# وگاس دل کنددو
وگاس دل کنددو (به اسپانیایی: Vegas del Condado) یک شهرستان در اسپانیا است که در استان لئن واقع شده‌است.

## خصوصیات
وگاس دل کنددو ۱۲۲ کیلومترمربع مساحت و ۱٬۳۶۱ نفر جمعیت دارد.